# Theta2 Orionis
Título a ser usado para criar uma ligação interna é Theta2 Orionis.
Theta2 Oriontis (43 Oriontis) é uma estrela na direção da constelação de Orion. Possui uma ascensão reta de 05h 35m 22.90s e uma declinação de −05° 24′ 57.8″. Sua magnitude aparente é igual a 4.98. Considerando sua distância de 1895 anos-luz em relação à Terra, sua magnitude absoluta é igual a −3.84. Pertence à classe espectral O9.5Vpe.